# Ташлицька ГАЕС
Ташлицька ГАЕС — розташована біля Південноукраїнська в Миколаївській області, Україна. З'єднує Ташлицьке водосховище з Олександрівським водосховищем на річці Південний Буг.
Майданчик Ташлицької гідроакумулювальної станції розташований на захід від районного центру Арбузинка, на три кілометри південніше від Південноукраїнська.

## Загальні відомості
ТГАЕС призначена для покриття пікових навантажень у південно-західній частині об'єднаної енергосистеми України, а також для забезпечення надійного базисного режиму роботи Південноукраїнської АЕС.
У зв'язку із загальним збільшенням споживання електроенергії в ОЕС України з кожним роком все гострішою стає проблема дефіциту високоманеврових генерувальних потужностей, від вирішення якої залежить надійність роботи енергосистеми.
Станція є частиною Південноукраїнського енергокомплексу, до складу якого також входять Південноукраїнська атомна електростанція та Олександрівська мала гідроелектростанція.
Спорудження станції почалося в 1981 році. За первинним проектом Ташлицька ГАЕС мала складатися з шести обертових (генератор/двигун) агрегатів по 150 МВт в турбінному режимі / 225 в насосному режимі та чотирьох звичайних гідроагрегатів по 250 МВт, загальна встановлена потужність мала становити 6 × 150 + 4 × 250 = 1900 Мвт (генераторний режим) / 6 × 225 = 1350 МВт (двигунний режим). У комплексі з ГАЕС вище за річищем Південного Бугу мала бути побудована Костянтинівська ГЕС, але після протестів екологів проєкт був перероблений.
Розпорядженням Кабінету міністрів від 27 липня 2006 року проєктом передбачена тільки Ташлицька ГАЕС з установкою шести агрегатів 151/216,5 МВт із загальною потужністю 906 МВт в турбінному режимі та 1299 МВт — у насосному.
Перший гідроагрегат Ташлицької ГАЕС був пущений 14 вересня 2006 року в насосному (двигунному) режимі і почалося поступове заповнення водосховища ГАЕС, а 16 жовтня 2006 року запущений у генераторному (турбінному) режимі. Другий гідроагрегат Ташлицької ГАЕС був запущений 21 липня 2007 в генераторному (турбінному) режимі, а 24 липня — у двигунному (насосному режимі).
Введення в експлуатацію третього гідроагрегата планувалося ще в 2011 році.
Добудову Ташлицької ГАЕС визначено серед пріоритетних завдань державної політики у сфері забезпечення енергобезпеки України.
16 лютого 2015 року держкомпанія «Енергоатом» завершила реконструкцію другого агрегату Ташлицької гідроакумулювальної електростанції (ТГАЕС), яка розпочалася 29 вересня 2014 року.
Компанія «Енергоатом» у 2017 році приступить до добудови третього гідроагрегата Ташлицької гідроакумулювальної електростанції, яка входить до складу Південноукраїнського енергокомплексу. Станом на 2017 рік для завершення збірки та введення в експлуатацію третього гідроагрегата Ташлицької ГАЕС необхідно 2,7 млрд грн.
Станом на липень 2019 року продовжувались роботи з будівництва об'єктів 2-ї черги Ташлицької ГАЕС у складі 3-го гідроагрегату та 3-ї черги в складі верхньої водойми. На гідроагрегаті № 3 на штатне місце в шахту генератора-двигуна встановлено ротор. Закуплені токопроводи 15,75 кВ, виконується їх монтаж. Ведеться закупівля електротехнічного обладнання генераторної схеми, що дозволить протягом року зібрати схему видачі потужності від генератора-двигуна до блочного трансформатора. Розпочато процедуру закупівлі блокового трансформатора (постачання в травні 2020 року). Придбано системи забезпечення енергопостачання діючого устаткування — дизельгенераторні станції будівлі ГАЕС і водоприймача, ведуться монтажні роботи.
Відповідно до затвердженого президентом ДП "НАЕК «Енергоатом» графіка введення гідроагрегату № 3 у дослідну експлуатацію планується в першому півріччі 2021 року, введення 2 черги об'єкта передбачено в кінці 2021 року.
13 грудня 2021 було проведено установку й пуск блочного трансформатора для третього гідроагрегата, 22 грудня проведено випробувальний пуск третього гідроагрегата.
У липні 2023 року було оголошено про намір завершення будівництва Ташлицької ГАЕС у складі гідроагрегатів 3-6, яке передбачає підвищення рівня Олександрівського водосховища на річці Південний Буг на 0,9 метра з наявної позначки 16 метрів до позначки 16,9. Проєктом будівництва передбачено поетапне підняття рівня в Олександрівському водосховищі зі створенням водогосподарської місткості для водопостачання Миколаївської області.